# Holger Reichard
Holger Reichard (* 21. Dezember 1966 in Wolfsburg) ist ein deutscher freier Autor, Werbetexter und Webdesigner. Er lebt in Destedt, Cremlingen.

## Leben
Holger Reichard arbeitete von 1990 bis 1993 zunächst als Buchhersteller im Braunschweiger Verlag EinfallsReich. 1990 war er einer der Initiatoren des Braunschweiger »SprachFestes«. Daneben schrieb er als freier Mitarbeiter für die Braunschweiger Zeitung, das Stadtmagazin COCKTA!L und arbeitete als Werbetexter für verschiedene Agenturen.
1996 zählte er zur Autorengruppe Nord des Film- und Medienbüro Niedersachsen. 2011 entstand sein Hörspiel »Schwarz auf weiß« für den WDR.
Im Berliner Verlag Schwarzkopf und Schwarzkopf veröffentlichte er ab 2009 mehrere Sachbücher. Außerdem war er Mitglied des Braunschweiger Lesebühnen-Ensembles »Bumsdorfer Auslese«.
2003 rief er die deutschsprachige Website des amerikanischen Schriftstellers T. C. Boyle ins Leben, die er in Kooperation mit dem Autor betreibt. Ein weiteres Projekt ist das 2007 entstandene Literaturportal wortmax.de, an dem Redakteure aus ganz Deutschland mitwirken. Heute ist er hauptsächlich als freier Autor und Webdesigner aktiv.

## Schriften
- Diverse: Taxi Deutschland: Geschichten von der Straße Hanser Verlag, München 2015
- mit Karsten Weyershausen: Stadt. Land. Flucht.: Kuhmist oder Kohlenmonoxid? Auf der Suche nach dem idealen Leben Schwarzkopf & Schwarzkopf, Berlin 2015, ISBN 978-3-86265-446-8.
- mit Karsten Weyershausen: Kerle im Klimakterium: Männer in mittleren Jahren: Es ist nicht alles schlecht, aber fast alles Schwarzkopf & Schwarzkopf, Berlin 2013, ISBN 978-3-86265-105-4.
- Diverse: Eintracht und Zwietracht. Braunschweiger Geschichten Reiffer Verlag, Meine 2011, ISBN 978-3-934896-32-1.
- 111 Gründe, sich selbst zu lieben. Eine kleine Verbeugung vor der eigenen Großartigkeit Schwarzkopf & Schwarzkopf, Berlin 2009, ISBN 978-3-89602-891-4.
- mit Gerald Grote, Michael Völkel, Karsten Weyershausen, Klaus Rathje: Das Lexikon der prominenten Selbstmörder, mehr als 300 dramatische Lebensläufe: Van Gogh und Hemingway, Kurt Cobain und Rex Gildo, Ulrich Wildgruber, Stefan Zweig u. a. Lexikon-Imprint-Verlag, Berlin 2000, ISBN 3-89602-265-2.

## Hörspiel
- »Schwarz auf weiß«, WDR, 2011